# Glenmore, Wisconsin
Glenmore là một thị trấn thuộc quận Brown, tiểu bang Wisconsin, Hoa Kỳ. Năm 2010, dân số của thị trấn này là 1.119 người.